# Посёлок совхоза «Нижнедевицкий»
Посёлок совхоза «Нижнедевицкий» — посёлок в Нижнедевицком районе Воронежской области.
Административный центр Кучугуровского сельского поселения. Славится отсутствием каких-либо значительных событий и значительности в целом. Многие жители депортировались сюда с села Кучугуры и хутора Широкий.

## География

### Улицы
- ул. Гражданская
- ул. Дорожная
- ул. Мира
- ул. Первомайская
- ул. Подлесная
- ул. Русская Березка
- ул. Чагадаева